# Pierre Fabre (latiniste)
Pour les articles homonymes, voir Pierre Fabre (homonymie) et Fabre.
Pierre Fabre, né à Lambersart le 10 janvier 1894 et mort à Strasbourg le 12 décembre 1955, est un latiniste et historien français.

## Biographie
Fils de Paul Fabre (médiéviste) et d'Antoinette Fustel de Coulanges, petit-fils de Numa Denis Fustel de Coulanges, Pierre Fabre est mobilisé en 1914 à l'occasion de la Première Guerre mondiale. À la sortie de la guerre, il étudie à l'École normale supérieure puis obtient l’agrégation de lettres en 1920.
Il épouse Clothilde Beau (1898-1991) le 6 septembre 1920 et est membre de l’École française de Rome de 1920 à 1922. De 1924 à 1937, il enseigne la littérature latine à l'Université de Fribourg. En 1937, il est nommé maître de conférence à l’Université de Strasbourg.
Durant la Seconde Guerre mondiale, démobilisé dès octobre 1939, il se replie à Clermont-Ferrand. La rafle du 25 novembre 1943 le contraint à partir pour Paris, avant de retrouver son poste à l'Université de Strasbourg en 1945. Spécialiste de Paulin de Nole, il soutient le 22 février 1947 deux thèses intitulées Saint Paulin de Nole et l'amitié chrétienne et Essai sur la chronologie des œuvres de saint Paulin de Nole. Il est alors nommé professeur titulaire de la chaire de littérature latine, poste qu'il occupe jusqu'à sa mort.

## Distinctions
- Chevalier de la Légion d'honneur[4].
- Croix de guerre 1914–1918[1].
- Prix d'éloquence de l’Académie française en 1931

## Œuvres
- André-Jean Festugière et Pierre Fabre, Le monde gréco-romain au temps de Notre-Seigneur, Paris, Bloud et Gay, 1935.
- Pierre Fabre, Les citations dans la correspondance de Paulin de Nole, Paris, Les Belles lettres, 1936.
- Pierre Fabre, Essai sur la chronologie de l'oeuvre de saint Paulin de Nole, Strasbourg, Publ. de la Faculté des lettres de l'Université de Strasbourg, 1948.
- Pierre Fabre, Saint Paulin de Nole et l'amitié chrétienne, Paris, E. de Boccard, 1949.

## Traductions
- César, Guerre civile : Livres I-II, t. I, Paris, Les Belles lettres, 1936
- César, Guerre civile : Livre III, t. II, Paris, Les Belles lettres, 1936